# روبين إسبينوزا
روبين إسبينوزا (بالإسبانية: Rubén Espinoza)‏ هو لاعب كرة قدم تشيلي، ولد في 1 يونيو 1961 في تومي (تشيلي) في تشيلي. شارك مع منتخب تشيلي لكرة القدم. أما مع النوادي، فقد لعب مع إيفرتون دي فينا ديل مار وكروز آزول وكولو-كولو ونادي أونيفرسيداد كاتوليكا ونادي أوهيجينس ويونيون إسبانيولا.

## وصلات خارجية
- روبين إسبينوزا على موقع قاعدة بيانات كرة القدم.إي يو (الإنجليزية)
- روبين إسبينوزا على موقع ناشيونال فوتبول تيمز (الإنجليزية)
- روبين إسبينوزا على موقع عالم كرة القدم.نت (الإنجليزية)